# Ryan Kankowski
Ryan Kankowski (ur. 14 października 1985 w Port Elizabeth) – południowoafrykański rugbysta pochodzenia polskiego, grający w Natal Sharks, także zawodnik w zespole Sharks w ramach ligi międzynarodowej Super Rugby. 
Absolwent St. Andrew's College w Grahamstown. Pod koniec 2007 roku powołany do reprezentacji Południowej Afryki zwanej popularnie Springboks. W tym samym roku uczestniczył w meczach wyjazdowych Springboksów w Anglii i w Walii. Udanie zadebiutował w zwycięskim meczu z zespołem Walii 24 listopada 2007 roku (wynik 34:12) na Millennium Stadium w Cardiff.

## Nagrody i nominacje
- 2008 SA Rugby - rugbysta roku (nominacja)

- 2008 Sasol - rugbysta roku (nominacja)

- 2008 Vodacom Super 14  Południowoafrykański rugbysta roku

- 2008 ABSA Currie Cup – rugbysta roku (Premier Division, nominacja)